# Деревенька моя центральная
«Деревенька моя центральная» (чеш. Vesničko má středisková) — кинокомедия 1985 года чешского режиссёра Иржи Менцеля, рассказывающая о жизни небольшой чешской деревни. В 1986 году получила специальный приз жюри на международном кинофестивале в Монреале, в 1987 году номинировалась на «Оскар» в номинации «Лучший фильм на иностранном языке».

## Сюжет
Отик, молодой парень с задержкой в умственном развитии, работает в колхозе напарником водителя Павека. Отик не приспособлен к самостоятельной жизни и часто попадает в нелепые ситуации, а также сам становится виновником множества неприятностей, которые случаются с его напарником Павеком (при этом Отик глубоко уважает Павека, но неприятности случаются независимо от его желания угодить напарнику). Устав от такого проблемного помощника, Павек заявляет председателю колхоза, что по окончании уборочной отказывается работать с Отиком. В то же время председателю приходит письмо из столичной организации «Дерево-жесть» с просьбой перевести опытного грузчика Отика в Прагу, где его умения пригодятся при достижении производственных планов пятилетки. Председатель подозревает, что инициатором письма стал Павек, уставший от проблемного напарника. Позже под подозрение попадает приехавший из столицы инженер-зоотехник, который тайно встречался в доме Отика с женой комбайнёра. При этом многие односельчане пытаются вразумить Павека, доказывая ему, что Отик с его неприспособленностью к жизни в столице не сможет выжить. Понимая, что его напарник уже не изменит решения, Отик всё же принимает приглашение из столицы и переезжает в Прагу. Тем временем выясняется, что в действительности инициатором перевода Отика в столицу выступал директор «Дерево-жесть», которому так понравились окрестности деревеньки, что он решил завести себе в этих краях дачу — на роль которой присмотрел дом Отика.
Павек, терзаемый угрызениями совести и скучая по Отику, приезжает за ним в Прагу.

## В ролях
- Янош Бан — Отик
- Мариан Лабуда — Павек
- Рудольф Грушинский — доктор Скружный
- Рудольф Грушинский (младший) — Драпалик
- Петр Чепек — Турек
- Либуше Шафранкова — Яна Туркова
- Ян Гартль — Кашпар
- Милослав Штибих — Калина
- Ольдржих Влах — Яромир Кунц
- Станислав Аубрехт — Кая
- Зденек Сверак — Евжен Рыба
- Магда Шебестова — учительница Вера
- Юлиус Сатинский — Штефан
- Йозеф Сомр — директор «Дерево-жесть»
- Франтишек Влачил — Адольф Тихачек
- Милада Ежкова — Храбетова
- Итка Астерова — Румленова
- Иржи Лир — Рамбоусек
- Бланка Лорманова — Пулпанова
- Мила Мысликова — Фиалкова
- Милан Штайндлер — Шестак
- Зузана Бурианова — Богунка
- Власта Елинкова — Тихачкова
- Властимила Влкова — бабушка Павкова
- Клара Поллертова — Майка Павкова
- Иржи Шмицер — милиционер